# Marinha Real Canadense

Brasão de armas da Royal Canadian Navy.

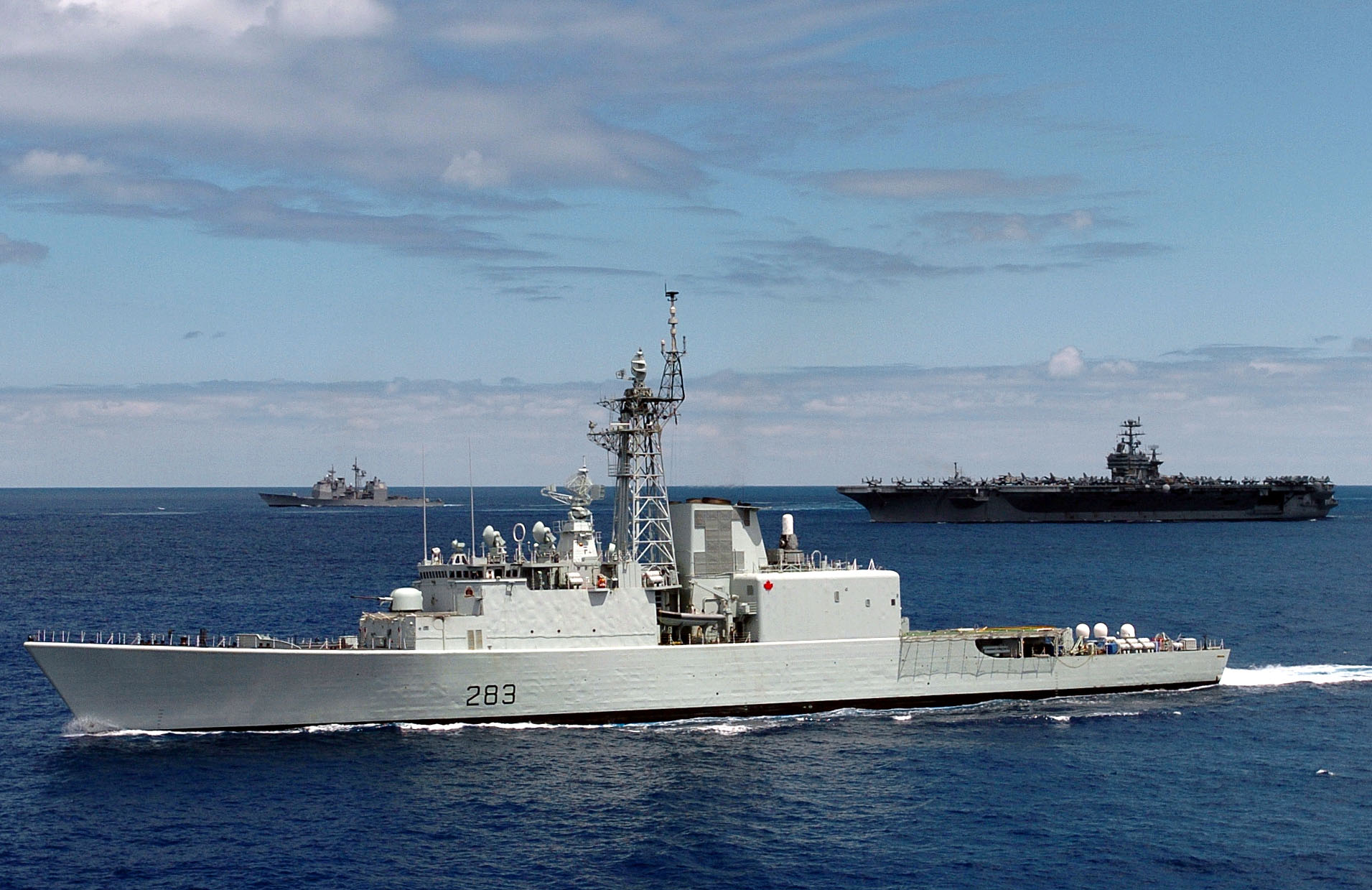
O contratorpedeiro HMCS Algonquin da marinha canadense.

A Marinha Real Canadense tem como missão manter forças marítimas multifuncionais e com capacidade de combate que apoiem os esforços do Canadá para participar de operações de segurança em qualquer lugar do mundo. Ela faz parte de Forças Armadas Canadenses integradas.
Fundado em 1910 como Naval Service of Canada, recebeu a Royal Sanction em 1911. Em 1923, a RCN ficou subordinada ao Departamento de Defesa Nacional, e em 1968 juntamente com a Real Força Aérea Canadiana e o Exército Canadense formou as Forças Canadenses unificadas. As forças navais nesta época eram conhecidas como Maritime Command. Em 16 de agosto de 2011, o governo renomeou o Comando Marítimo de "Royal Canadian Navy" (RCN).